# Microregione di Salinas
Salinas è una microregione del Minas Gerais in Brasile, appartenente alla mesoregione di Norte de Minas.

## Comuni
È suddivisa in 17 comuni:
- Águas Vermelhas
- Berizal
- Curral de Dentro
- Divisa Alegre
- Fruta de Leite
- Indaiabira
- Montezuma
- Ninheira
- Novorizonte
- Rio Pardo de Minas
- Rubelita
- Salinas
- Santa Cruz de Salinas
- Santo Antônio do Retiro
- São João do Paraíso
- Taiobeiras
- Vargem Grande do Rio Pardo